# Isaac Schlossbach
Isaac "Ike" Schlossbach (agosto de 1891 - agosto de 1984) fue un explorador polar, submarinista y pionero aviador estadounidense. Nació en Bradley Beach, Nueva Jersey y se crio en Neptune Township, Nueva Jersey, donde asistió a la escuela superior de Neptune.

## Carrera

### Exploración polar
Schlossbach realizó doce expediciones polares, tres al Ártico y nueve a la Antártida. Estuvo en la Expedición Transatlántica Wilkins en 1931 y se desempeñó como navegador en el USS Nautilus, el primer intento de llevar un submarino al Polo Norte bajo la capa de hielo. Comandó el barco del Almirante Richard Byrd, el Oso de Oakland, y fue piloto en la Segunda Expedición Antártica de Byrd (1933-35). Fue el segundo al mando de la Expedición MacGregor (1937-38) donde logró varias primicias de la aviación polar. En 1939, acompañó a Byrd nuevamente a la Antártida en la Expedición de Servicio Antártico de los Estados Unidos.
Después de la Segunda Guerra Mundial, Schlossbach fue el segundo al mando en la última expedición antártica de financiación privada, la Expedición de Investigación Antártica Ronne de 1946-1948. Comandó el remolcador de madera con motor diesel de 1200 toneladas Port of Beaumont, que se congeló en la bahía Back durante el invierno. También acompañó a Finn Ronne a una capa en el mar de Weddell, que recibió su nombre, al igual que una montaña.
Schlossbach acompañó una expedición de investigación australiana a la Estación Antártica Ellsworth en 1955, por la cual recibió una carta de recomendación del gobierno australiano. En 1956, el almirante Byrd seleccionó a Ike como su representante personal en la operación Deep Freeze. Schlossbach acompañó a Byrd en varias otras ocasiones e hizo su último viaje a la Antártida como consultor de la Armada de los Estados Unidos en 1961 cuando tenía 70 años. Recibió tres medallas del Congreso por sus contribuciones a la exploración antártica.
Sus aventuras lo llevaron por todo el mundo, al Pacífico Sur, Nueva Zelanda, Australia, Filipinas, América del Sur, así como al Ártico y la Antártida. Nunca se casó y murió en 1984 a la edad de 93 años.